# Louisproutia
Louisproutia là một chi bướm đêm thuộc họ Geometridae.